# 고양 원각사 육경합부
육경합부(六經合部)는 대한민국 경기도 고양시에 있는 조선시대의 불경이다. 2009년 2월 9일 경기도의 유형문화재 제216호로 지정되었다.

## 개요
조선 초기 1424년에 판각되어 그 직후에 인출된 불경서적으로 원각사의 육경합부 중 최초로 판각된 안심사 판본이라는 점이 중요하게 인정되어 지정되었다.

## 참고 문헌
- 육경합부 - 국가유산청 국가유산포털